# Atelier Bardill

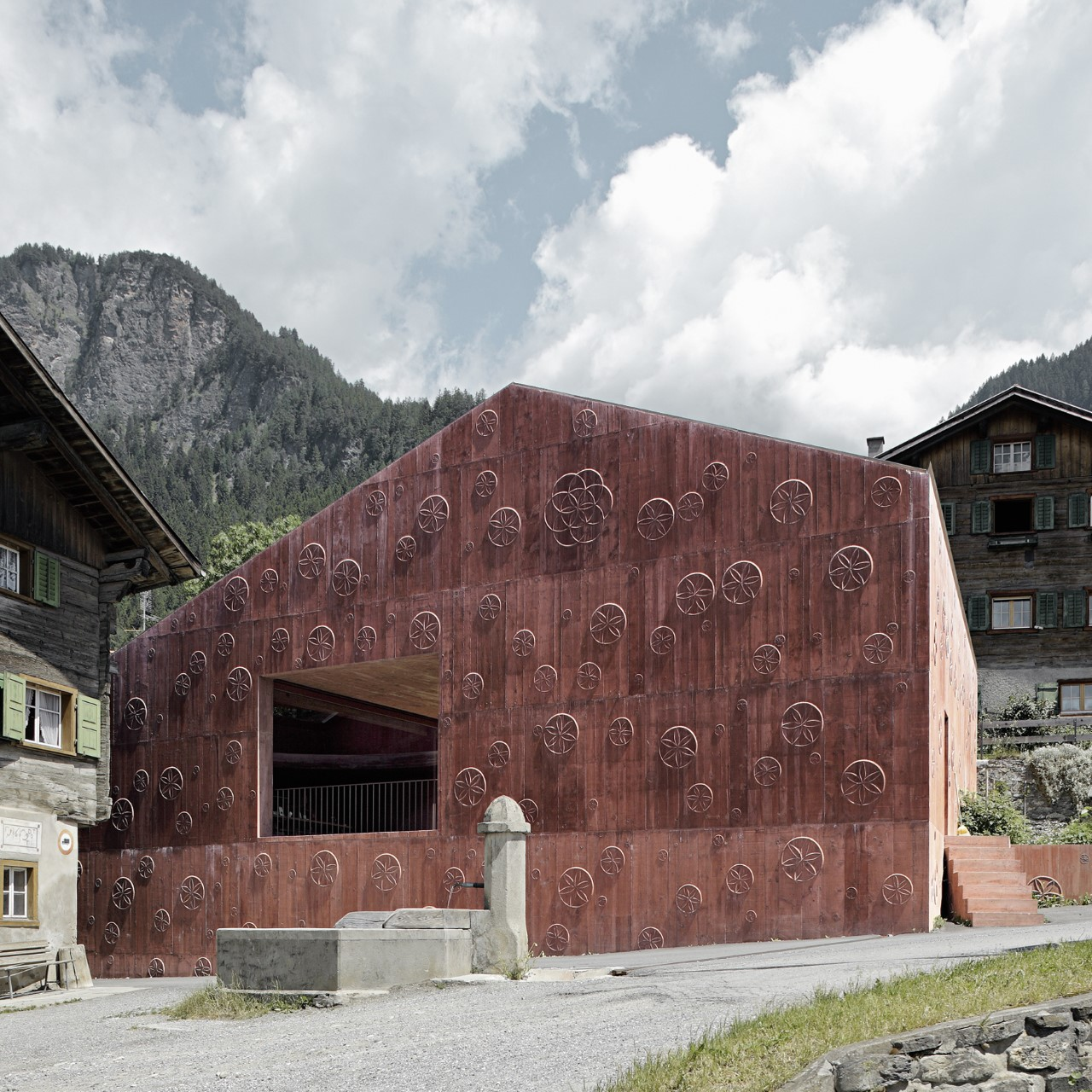
Westfassade

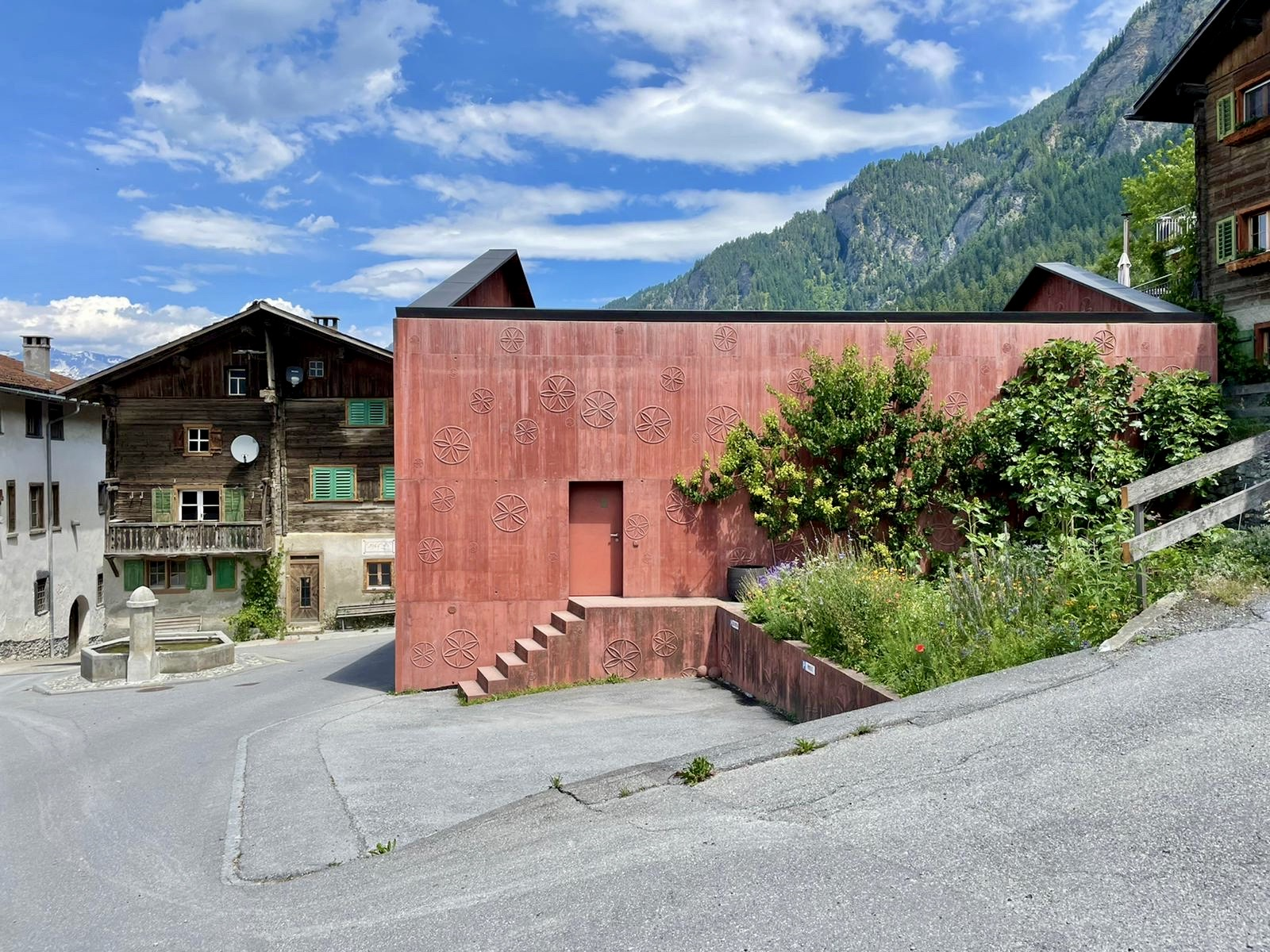
Südfassade

Das Atelier Bardill im Bündner Dorf Scharans in der Schweiz ist der Arbeitsplatz des Liedermachers und Schriftstellers Linard Bardill. Es wurde 2007 nach Plänen von Valerio Olgiati errichtet. Das Haus wurde an der Stelle eines alten Stalls am Dorfrand von Scharans in der Sumvitg 38 gebaut. Die Aussenmasse des Altbestands mussten übernommen werden. Zwischen 2002 und 2007 wurden fünf verschiedene Entwürfe für einen Neubau entwickelt. Auf Grund des geringen Budgets des Bauherrn erhielt das massiv wirkende Haus einen grossen Innenhof. Zwei Drittel sind nicht nutzbarer Raum, ein Drittel ist nutzbarer Raum. Es handelt sich um ein rot eingefärbtes Betonhaus ohne Fenster und Dach, mit 150 unterschiedlich grossen Rosetten bestückt. Mitarbeiter von Olgiati waren Nathan Ghiringhelli, Pascal Flammer, Nikolai Müller und Mario Beeli. Der Churer Ingenieur Patrick Gartmann von Conzett Bronzini Gartmann zeichnete für das Tragwerk verantwortlich. Das Atelier erhielt im Jahr 2009 neben zwei weiteren Bauten von Olgiati den Architekturpreis Beton.